# Dysphania chrysocraspedata
Dysphania chrysocraspedata là một loài bướm đêm trong họ Geometridae.